# Alluaudomyia schnacki
Alluaudomyia schnacki är en tvåvingeart som beskrevs av Gustavo R. Spinelli 1983. Alluaudomyia schnacki ingår i släktet Alluaudomyia och familjen svidknott. Inga underarter finns listade i Catalogue of Life.